# سوزان كامينز ميلر
سوزان كامينز ميلر (بالإنجليزية: Susan Cummins Miller)‏ (1949)؛ روائية أمريكية.